# Niévroz
Niévroz település Franciaországban, Ain megyében. Lakosainak száma 1648 fő (2022. január 1.). Niévroz Balan, La Boisse, Dagneux, Thil, Jonage és Jons községekkel határos.

## Népesség
A település népességének változása:
| Lakosok száma | 502  | 782  | 1061 | 1485 | 1524 | 1535 | 1619 | 1624 | 1627 | 1648 |
|               | 1968 | 1982 | 1990 | 2006 | 2013 | 2015 | 2017 | 2019 | 2020 | 2022 |